# Vithalgarh
Vithalgarh fou un estat trinutari protegit de l'agència de Kathiawar, al prant de Jhalawar, presidència de Bombai.
Estava format el 1881 per cinc pobles amb un propietari tributari. La superfície era de 60 km² i la població el 1881 de 1.999 habitants i el 1921 de 3.542 habitants en 10 pobles i superfície de 132 km²; el 1931 eren 4.073 habitants. Els ingressos estimats eren de 1.500 lliures, i no pagava cap tribut al govern britànic ni a cap altre príncep.
L'estat va pertànyer a la taluka de Lakhtar de la qual fou adquirit per Babaji Appaji, notable general del Gaikwar de Baroda (1806). Quan la taluka de Lakhtar va quedar lliure de deites els sobirans de Limbdi i Wadhwan van disputar per la seva delimitació. Babaji va ajudar al senyor de Morvi, Thakur Saheb i aquest li va cedir Hadala; també va ajudar els babra kathis i d'aquestos va rebre Resnal i Pipalwa i amb tot això va formar l'estat el 1806.

## Llista de sobirans
- 1. Phanse BABAJI 1806-
- 2. Phanse VITHALRAO I (fill)
- 3. Phanse BHASKARRAO (fill)
- 4. Phanse JYOTIRAO (fill)
- 5. Phanse VITHALRAO II ?-1920 (germà)
- 6. Phanse Shri VIJAYSINHJI 1920-1948